# Wenn Eltern schweigen
Wenn Eltern schweigen ist ein US-amerikanisches Filmdrama aus dem Jahr 1949 von Alfred L. Werker. Der Film wurde von RD-DR Corp. produziert und basiert auf dem 1947 im Reader’s Digest veröffentlichten Artikel Document of a New Hampshire Family von William Lindsay White.

## Handlung
Scott Carter ist Afro-Amerikaner mit sehr heller Haut. 1922 macht er seinen Abschluss als Jahrgangsbester an der Chase Medical School nahe Chicago. Noch am gleichen Tag heiratet er seine ebenso hellhäutige Freundin Marcia. Danach ziehen beide nach Georgia, wo Scott an einem Krankenhaus sein Praktikum antritt, das von Scotts Freund, dem schwarzen Dr. Charles Howard, vermittelt wurde.
Als der Krankenhausverwalter Scotts helle Hautfarbe sieht, erklärt er, dass er nur Bewerber aus den Südstaaten annehme. Nun ziehen Scott und Marcia nach Massachusetts, um dort bei Marcias Eltern zu wohnen. In Brookline lebt das Paar unter Weißen und wird nicht als farbig erkannt. Scotts Freunde sagen ihm, er solle sich wie ein Weißer verhalten, um eine Stelle zu bekommen. Weil Marcia schwanger geworden ist, nimmt Scott den Rat seiner Freunde an und findet kurze Zeit später eine Praktikantenstelle.
An einem Wochenende unterstützt Scott den Arzt Dr. Brackett bei der Behandlung eines blutenden Geschwürs. Die beiden Männer freunden sich an. Bald darauf bietet Brackett Scott die Praxis seines verstorbenen Vaters in der kleinen Stadt Keenham in New Hampshire an. Scott enthüllt, dass er eigentlich ein Schwarzer sei. Brackett rät ihm, sich erst einen Ruf aufzubauen und dann erst seinen ethnischen Hintergrund aufzudecken.
Scott und Marcia ziehen 1924 mit ihren Kindern Howard und Shelly nach Keenham. Sie werden von der Gesellschaft sofort akzeptiert und leben wie Weiße. Einen Tag in der Woche praktiziert Scott jedoch in einer Klinik in Boston, zusammen mit seinem Collegefreund Dr. Pridham. Als Howard eines Tages seinen schwarzen Freund Arthur Cooper mit nach Hause bringt, ist seine Schwester Shelly aufgebracht. Sie nennt Arthur einen Nigger und wird daraufhin von ihrem Vater streng gerügt.
Howard und sein Vater schreiben sich bei der Armee ein. Während Howard in ein Ausbildungslager geschickt wird, geht Scott zur Navy, wo er als Lieutenant-Commander eingesetzt wird. Arthur wird auf Grund seiner Hautfarbe abgelehnt. Die Stadt richtet eine Abschiedsfeier für Scott aus. Dabei wird er von einem Mitarbeiter des Navy-Nachrichtendienstes aufgesucht. Scott muss zugeben, dass er ein Schwarzer ist, und wird aus der Navy entlassen. Nun muss Scott seinen Kindern die Wahrheit sagen. Howard reißt aus, um in New York unter Schwarzen zu leben. Bei einer Schlägerei wird er festgenommen, will aber seine Identität nicht preisgeben. Nur der schwarze Lieutenant Thompson kann dem jungen Mann seine Geschichte entlocken. Thompson erklärt ihm, dass sein Vater richtig gehandelt habe. Arthurs Vater ist Richter, der Howards Freilassung veranlasst. Scott holt seinen Sohn ab und kehrt mit ihm nach Hause zurück.
Beim Gottesdienst hält Reverend Taylor, ein Freund der Carters, eine Predigt gegen Intoleranz und Vorurteile. Er ermutigt die Carters dazu, in Keenham zu bleiben. Nachrichten vermelden, dass die US Navy von nun an allen Männern offenstehe, egal welche Hautfarbe oder Glauben sie haben. Shelly verlässt die Kirche alleine.

## Produktion

### Hintergrund
Gedreht wurde der Film bis Ende April 1949 in Maine (u. a. Kittery, Kennebunkport und York), in New Hampshire (u. a. Portsmouth), Massachusetts und New York.
Die Figur des Dr. Carter lehnt sich an Dr. Albert Johnston an, einen Radiologen mit farbigen Vorfahren, der als Weißer angesehen wurde. Dr. Johnston praktizierte in Keene (im Film Keenham) bis Mitte der 1960er Jahre und zog dann nach Hawaii, wo er 1988 starb. Mit seiner Frau Thyra Baumann, deren Eltern schwarz und weiß waren, hatte er einen Sohn, Albert Johnston jr., der Komponist wurde und einige Songs zu dem Film beisteuerte.
Die Idee zu dem Film bekam Produzent Louis de Rochemont, als er einem hellhäutigen Studenten begegnete, der gerade erst von seinen farbigen Vorfahren erfahren hatte. De Rochemont berichtete diese Begebenheit dem Magazin Reader’s Digest. Der Journalist William Lindsay White verfasste daraufhin einen Artikel und arbeitete ihn 1948 in einen Roman um.
Der Name der Produktionsgesellschaft RD-DR ist ein Akronym für Reader’s Digest-de Rochemont. De Rochemont, der bei Metro-Goldwyn-Mayer unter Vertrag stand, musste den Film unabhängig produzieren, da das Studio wirtschaftlichen Beschränkungen unterworfen war und zudem selber an zwei Filmen arbeitete, die sich mit Problemen von Farbigen auseinandersetzten (Griff in den Staub und Stars in My Crown).

### Stab
Percy Ikerd war der Produktionsmanager.

### Besetzung
In einer kleinen nicht im Abspann erwähnten Nebenrolle trat Peter Hobbs auf. Ebenfalls unerwähnt blieb Emory Richardson als Dr. Charles Howard.
Mel Ferrer und Carleton Carpenter gaben ihre
Filmdebüts als Schauspieler.

### Musik
Carleton Carpenter schrieb den Song I Wouldn’t Mind. Von Albert Johnston jr. stammte das Stück Guess I’m Thru with Love.

## Veröffentlichung
Die Premiere des Films fand am 30. Juni 1949 in New York statt. In der Bundesrepublik Deutschland kam er am 2. Mai 1951 in die Kinos, in Österreich im August 1952. Er wurde auch unter den Titeln Gefährliches Schweigen, Eintritt vetboten und Fluch des Blutes gezeigt.

## Kritiken
Der Filmkritiken-Aggregator Rotten Tomatoes hat in einer Auswertung von 5 Kritiken eine Zustimmungsrate von 60 Prozent errechnet. Das Publikumsergebnis hat sich bei 36 Prozent positiver Bewertungen eingependelt.
Das Lexikon des internationalen Films schrieb: „Der im New Hampshire der 40er Jahre spielende Film packte als einer der ersten das "heiße Eisen" Rassentrennung an. Inszenatorisch dicht und darstellerisch überzeugend, vermeidet er jene Rührseligkeit, zu der spätere Produktionen zum selben Thema aus kommerziellen Gründen oft Zuflucht nehmen.“
Bosley Crowther von der The New York Times befand, der Film zeige mit besonderem Mut, Verständnis und dramatischer Kraft einen von vielen bitteren Aspekten des Rassismus auf. Ob als gefühlsbetonte Unterhaltung oder als gesellschaftliche Aufklärung oder beides gesehen, sei er einer der effektivsten Filme des Jahres.
Die Variety lobte, der Film erforsche tief und geschickt Vorurteile gegenüber Farbigen. Er sei eine mit dringenden Aussagen beleuchtete Dokumentation, ausgedrückt in gewandt einfachen cineastischen Formulierungen.
Mike Waldman schrieb im Pittsburgh Courier, der Film sei in der Tat voller menschlicher Ideale und geschickter Ausführung.
Der Kritiker des TV Guide fand, der Film vermeide geschickt Melodramatik und mache eine kräftige Aussage gegen Vorurteile.

## Auszeichnungen
Bei den Internationalen Filmfestspielen von Cannes 1949 wurden Eugene Ling und Virginia Shaler in der Kategorie Bestes Drehbuch ausgezeichnet. Regisseur Alfred L. Werker wurde für die Goldene Palme nominiert. Von der Evangelischen Filmgilde wurde der Film als bester Film des Monats April 1952 empfohlen.
Werker wurde zudem 1950 für den Directors Guild of America Award als Outstanding Directorial Achievement in Motion Pictures nominiert. Ling und Shaler erhielten von der Writers Guild of America eine Nominierung für den Robert Meltzer Award (Screenplay Dealing Most Ably with Problems of the American Scene).